# بول بغدادليان
بول بغدادليان (بالأرمنية: Փօլ Պաղտատլեան); (بالإنجليزية: Paul Baghdadlian)‏ هو مغني أرمني - سوري - أميركي شهير ومن أهم مغنيي الموسيقى الأرمنية الحديثة.
ولد في حلب، سوريا عام 1953، واشتهر في السبعينات من القرن العشرين خصوصا بعد انتقاله إلى بيروت، لبنان عام 1974، حيث أحرز نجاحا جماهيريا في كل أقطار الانتشار الأرمني بمئات الأغاني وهاجر إلى الولايات المتحدة بسبب الحرب اللبنانية في عام 1977، وجال أرمينيا وأغلبية مراكز الانتشار الأرمني في العالم ليقدّم حفلات موسيقية ناجحة. بول بغدادليان كان محبوبا لدى المستمعين العرب بسبب أدائه للعديد من الأغاني باللغة العربية، وله أغنية خاصة "Im Arab Yeghpayr" («أخي العربي»).
توفي يوم 28 يونيو/حزيران 2011 بعد إصابته بالسرطان ومعاناته لمدة سنتين.